# Kiểm phiếu Đại cử tri Hoa Kỳ 2021
Việc kiểm phiếu đại cử tri trong một phiên họp chung của Quốc hội Hoa Kỳ vào ngày mùng 6–7 tháng 1 năm 2021 là bước cuối về mặt hình thức để chứng nhận chiến thắng của Joe Biden trong cuộc bầu cử tổng thống năm 2020, đánh bại Tổng thống đương nhiệm Donald Trump.
Không giống như những lần kiểm phiếu trước, sự kiện này thu hút sự chú ý vì những nỗ lực của Trump và các đồng minh nhằm lật ngược cuộc bầu cử. Một nhóm các nhà lập pháp từ Đảng Cộng hòa của Trump tuyên bố họ sẽ chính thức phản đối việc kiểm phiếu của Biden ở các bang dao động, và cùng lúc đó Trump cũng đã không thành công trong việc tìm cách để Phó Tổng thống Mike Pence sử dụng vai trò chủ tọa của mình trong cuộc kiểm phiếu này để thay đổi kết quả. Phiên họp chung đã hoãn lại hai lần để tranh luận về những phản đối chống lại số phiếu mà Biden giành được ở Arizona và Pennsylvania; cả hai phản đối đều bị đánh bại tại Hạ viện và Thượng viện, chỉ có sáu thượng nghị sĩ Đảng Cộng hòa ủng hộ việc chống kiểm phiếu ở Arizona và bảy thượng nghị sĩ ủng hộ việc chống kiểm phiếu ở Pennsylvania. Các đại diện của Đảng Cộng hòa cũng phản đối phiếu bầu cho Biden từ Georgia, Michigan, Nevada và Wisconsin, nhưng những phản đối này không thành công vì chúng không được một thượng nghị sĩ nào đồng ký.
Giữa cuộc tranh luận về những lá phiếu từ Arizona, những kẻ bạo loạn ủng hộ Trump đã xông vào Điện Capitol khiến việc kiểm phiếu tạm thời bị dừng cho đến khi các quan chức có thể trở lại phòng của họ một cách an toàn. Việc kiểm đếm tiếp tục vào buổi tối sau khi Điện Capitol đã được đảm bảo an toàn, và đã kết thúc vào sáng hôm sau đó.

## Bối cảnh

### Đại cử tri
Đoàn Cử tri Hoa Kỳ là nhóm người bầu cử cho cho tổng thống theo quy định của Hiến pháp, được thiết lập bốn năm một lần với mục đích duy nhất là bầu cử các vị trí tổng thống và phó tổng thống. Mỗi bang bổ nhiệm đại cử tri theo luật địa phương, với số lượng ngang bằng với đại diện quốc hội của mỗi bang (bao gồm thượng nghị sĩ và hạ nghị sĩ). Những người làm việc cho chính quyền liên bang không được phép làm đại cử tri. Trong số 538 đại cử tri hiện tại phải có 270, tức đa số tuyệt đối, phiếu đại cử tri trở lên để có thể bầu tổng thống và phó tổng thống. Nếu không có ứng cử viên nào đạt được đa số tuyệt đối ở đó, một cuộc bầu cử dự phòng sẽ được tổ chức bởi Hạ viện Hoa Kỳ để bầu tổng thống, và bởi Thượng viện Hoa Kỳ để bầu phó tổng thống.
Tất cả các bang và Đặc khu Columbia phải chuẩn bị hai tài liệu để gửi lên Quốc hội, một giấy chứng chỉ xác minh và một giấy chứng chỉ phiếu bầu. Giấy chứng chỉ xác minh là một tài liệu mang tên của các đại cử tri được bổ nhiệm của tiểu bang và số phiếu phổ thông của mỗi ứng cử viên trong tiểu bang đó trong cuộc bầu cử tổng thống; giấy chứng chỉ xác minh được nộp sau cuộc bầu cử của thống đốc bang cho lưu trữ viên Hoa Kỳ và một số người khác, theo luật 3 USC §§ 6–14  và Luật Kiểm phiếu Đại cử tri. Trong hệ thống bầu cử của Hoa Kỳ, những giấu chứng chỉ này "[đại diện] cho mối liên hệ quan trọng giữa số phiếu phổ thông và số phiếu bầu của các đại cử tri". Các chứng chỉ phải có con dấu của tiểu bang và chữ ký của thống đốc. Nhân viên từ Cục Sổ sách Liên bang đảm bảo rằng mỗi chứng chỉ chứa tất cả thông tin mà pháp luật yêu cầu. Khi các đại cử tri được chỉ định của mỗi bang gặp nhau để bỏ phiếu (vào thứ Hai đầu tiên sau ngày thứ Tư thứ hai của tháng 12), họ ký và ghi lại phiếu bầu của mình vào giấy chứng nhận phiếu bầu, và văn bản này sẽ được đính kèm với giấy chứng nhận xác minh, và cả hai sẽ được gửi đến quốc hội để được mở ra và đếm.
Tu chính án thứ mười hai yêu cầu Quốc hội họp trong phiên họp chung để kiểm phiếu đại cử tri và tuyên bố những người chiến thắng trong cuộc bầu cử. Luật Kiểm phiếu Đại cử tri, một đạo luật liên bang được thông qua vào năm 1887, đã tạo thêm một số thủ tục trong việc kiểm phiếu đại cử tri của Quốc hội. Phiên họp thường phải diễn ra vào ngày mùng 6 tháng 1 năm dương lịch ngay sau cuộc họp của các đại cử tri. Kể từ Tu chính án thứ hai mươi, Quốc hội mới bầu lên sẽ tuyên bố người chiến thắng trong cuộc bầu cử; các cuộc bầu cử trước năm 1936 trước đây được tuyên bố bởi quốc hội cũ.
Giấy chứng nhận bỏ phiếu của một bang chỉ có thể bị từ chối nếu đa số hai Viện trong Quốc hội biểu quyết chấp nhận phản đối, tức là các phiếu bầu từ Tiểu bang này sẽ không được tính. Mỗi phiếu bầu riêng cũng có thể bị từ chối và không được tính. Nếu không có phản đối nào hoặc tất cả các phản đối đều bị bác bỏ, chủ tọa chỉ cần cộng số phiếu bầu của bang được in trong giấy chứng nhận bỏ phiếu vào tổng số phiếu chính thức. Sau khi chứng chỉ từ tất cả các bang được đọc và các phiếu tương ứng được kiểm, chủ tọa chỉ cần thông báo kết quả cuối cùng của cuộc bỏ phiếu. Thông báo này kết thúc phiên họp chung và chính thức công nhận tổng thống đắc cử và phó tổng thống đắc cử. Các thượng nghị sĩ sau đó sẽ rời khỏi phòng Hạ viện. Số phiếu chính thức sẽ được in trong báo cáo của Thượng viện và Hạ viện.

### Phản đối bầu cử
Tổng thống Trump đã cùng những người làm việc cho ông và những người ủng hộ ông đã tiến hành nhiều nỗ lực nhằm lật ngược kết quả của cuộc bầu cử tổng thống Hoa Kỳ năm 2020.
Vào ngày 28 tháng 12 năm 2020, Hạ nghị sĩ Hoa Kỳ của Đảng Cộng hòa Louis Gohmert thuộc bang Texas và các đại cử tri tổng thống của Đảng Cộng hòa ở Arizona đã đệ đơn kiện lên Tòa án Quận Đông Texas chống lại Phó Tổng thống Mike Pence để tìm cách buộc ông phải quyết định kết quả của cuộc bầu cử. Gohmert cho rằng Luật Kiểm phiếu Đại cử tri năm 1887 là vi hiến, rằng Hiến pháp trao cho Phó Tổng thống Pence quyền "duy nhất" để quyết định kết quả bầu cử, và rằng Pence có quyền "đếm phiếu đại cử tri đã được xác nhận bởi cơ quan hành pháp của mỗi bang", sau đó chọn "chỉ chọn riêng các đại cử tri đủ tiêu chuẩn", hoặc "bỏ qua các đại cử tri từ một số tiểu bang nhất định." Vào ngày 1 tháng 1 năm 2021, Thẩm phán quận Hoa Kỳ Jeremy Kernodle đã bác bỏ đơn kiện vì thiếu chứng cứ. Ngày hôm sau, Tòa phúc thẩm Hoa Kỳ thuộc Vòng Năm đã bác đơn kháng cáo của Gohmert sau quyết định nhất trí của hội đồng ba thẩm phán.
Tổng thống Trump đã nhiều lần nói với phó tổng thống của mình rằng ông có thể trì hoãn hoặc cản trở việc kiểm phiếu Đại cử tri tại Quốc hội vào ngày 6 tháng 1, và Trump cũng đã "bối rối" về lý do tại sao Phó tổng thống Pence không thể đơn phương từ chối các lá phiếu của đại cử tri và lật ngược kết quả của các cuộc bầu cử. Trump đã lý luận rằng thay vì chỉ đơn giản đóng vai trò hiến pháp về mặt hình thức của mình, Pence có thể trì hoãn việc kiểm phiếu đến sau ngày 6 tháng 1 và cuối cùng phải đặt câu hỏi rằng ai đã chiến thắng cuộc bầu cử lên Hạ viện hoặc Tòa án Tối cao. Vào ngày 5 tháng 1, Pence nói với Trump rằng ông không có thẩm quyền ngăn chặn việc kiểm phiếu cho chiến thắng của Tổng-thống-đắc-cử Joe Biden trong phiên họp chung của Quốc hội để kiểm phiếu đại cử tri.

### Thông báo việc phản đối kiểm phiếu Đại cử tri
Vào tháng 12 năm 2020, một số Hạ nghị sĩ của Đảng Cộng hòa, dẫn đầu bởi Hạ nghị sĩ Mo Brooks thuộc Alabama  đã cùng với Thượng nghị sĩ Cộng hòa Josh Hawley của bang Missouri tuyên bố rằng họ sẽ chính thức phản đối việc kiểm phiếu đại cử tri của năm bang dao động mà Biden đã thắng vào phiên họp chung ngày 6 tháng 1 năm 2021. Các phản đối này sau đó sẽ kích hoạt phiếu bầu từ cả hai viện. Lần cuối cùng một phản đối được đệ trình thành công là sau cuộc bầu cử tổng thống năm 2004, khi Thượng nghị sĩ Barbara Boxer của California cùng với Đại diện Stephanie Tubbs Jones của Ohio đã đệ đơn phản đối quốc hội về việc chứng nhận phiếu bầu của Đại cử tri bang Ohio do cáo buộc bất thường. Thượng viện đã bác bỏ việc phản đối với số phiếu 1-74; Hạ viện đã bác bỏ việc phản đối với số phiếu 31–267. Ít nhất 140 thành viên Đảng Cộng hòa tại Hạ viện đã lên kế hoạch bỏ phiếu chống lại việc kiểm phiếu đại cử tri năm 2020, bất chấp việc không có một cáo buộc đáng tin cậy nào rằng đã có sự bất thường làm xoay chuyển cuộc bầu cử, hay việc những cáo buộc trên đã bị bác bỏ bỏi nhiều tòa án, quan chức coi bầu cử, Đại cử tri, và nhiều người khác,  và mặc dù rằng là hầu như tất cả những Đảng viên Cộng hòa đưa ra phản đối đều "đã thắng cử trong chính cuộc bầu cử mà họ đang cho là đã xảy ra gian lận."
Lãnh đạo Đa số Thượng viện Mitch McConnell, người vào ngày 15 tháng 12 đã thừa nhận chiến thắng của Biden một ngày sau cuộc bỏ phiếu của Đại cử tri, đã kêu gọi riêng các đồng nghiệp Cộng hòa của mình ở Thượng viện không tham gia vào nỗ lực của một số đảng viên Cộng hòa tại Hạ viện để thách thức việc kiểm phiếu, nhưng ông đã không thể thuyết phục được Hawley để không đưa ra phản đối. Hawley đã nêu lên lập trường phản đối của mình trong các email gây quỹ của ông. Mười một Thượng nghị sĩ Đảng Cộng hòa và Thượng-nghị-sĩ-mới-được-bầu (Ted Cruz, Ron Johnson, James Lankford, Steve Daines, John Kennedy, Marsha Blackburn, Mike Braun, Cynthia Lummis, Roger Marshall, Bill Hagerty và Tommy Tuberville), tức một-phần-tư số Thượng nghị sĩ Cộng hòa, đã thông báo rằng họ sẽ cùng phản đối với Hawley, và đồng thời thừa nhận rằng việc phản đối sẽ không thành công. Thượng nghị sĩ Kelly Loeffler đã trở thành thượng nghị sĩ Đảng Cộng hòa thứ mười ba tuyên bố rằng bà sẽ phản đối việc chứng nhận.
Vào ngày 2 tháng 1 năm 2021, Phó Tổng thống Pence bày tỏ sự ủng hộ đối với nỗ lực để lật đổ chiến thắng của Biden. Cả Pence và 11 thượng nghị sĩ đang chuẩn bị phản đối đều không đưa ra bất kỳ một cáo buộc gian lận cụ thể nào; thay vào đó, họ chỉ gợi ý một cách mơ hồ rằng một số hành vi sai trái đã có thể xảy ra. Trong số các Thượng nghị sĩ Cộng hòa còn lại, một số đã không đưa ra ý kiến gì, số còn lại đã phản đối nỗ lực của 11 thượng nghị sĩ Đảng Cộng hòa nhằm lật đổ kết quả bầu cử.

#### Phản ứng
Phát ngôn viên của Tổng thống đắc cử Biden gọi nỗ lực này là một trò quảng cáo mà chắc chắn sẽ thất bại, và tuyên bố này được đồng tình bởi Thượng nghị sĩ Amy Klobuchar, thành viên Đảng Dân chủ đứng đầu ủy ban có thẩm quyền về bầu cử liên bang. Một nhóm thượng nghị sĩ lưỡng đảng đã lên án kế hoạch hủy bỏ cuộc bầu cử cho Trump;  Joe Manchin (D-WV), Susan Collins (R-ME), Mark Warner (D-VA), Bill Cassidy (R-LA), Jeanne Shaheen (D-NH), Lisa Murkowski (R-AK) Angus King (I-ME), Mitt Romney (R-UT), and Maggie Hassan (D-NH) cho biết, "Cuộc bầu cử năm 2020 đã kết thúc. Tất cả các phản đối thông qua việc đếm lại phiếu và kháng cáo đều đã bị cạn kiệt. Hiện tại, những nỗ lực gây nghi ngờ về tính hợp pháp của cuộc bầu cử Tổng thống năm 2020 là trái với ước muốn đã được thể hiện rõ ràng của người dân Mỹ và sẽ chỉ làm suy giảm niềm tin của người Mỹ vào kết quả bầu cử đã được quyết định." Trong một tuyên bố riêng, Thượng nghị sĩ Ben Sasse, đảng viên Cộng hòa bang Nebraska, đã phản đối việc các đồng nghiệp Cộng hòa của ông đang tìm cách lật ngược kết quả bầu cử, và gọi họ là "những thành viên Quốc hội thích phóng hỏa thể chế" và gọi đơn phản đối việc kiểm phiếu đại cử tri là một "âm mưu nguy hiểm" của các đảng viên Cộng hòa trong Quốc hội, những người đang tìm kiếm "một cách mị dân nhanh chóng để lấy lòng những người yêu tổng thống Trump", và họ đã chĩa "một khẩu súng đã lên đạn vào trái tim của chính-phủ-tự-trị hợp pháp." Những đảng viên Cộng hòa nổi bật khác lên tiếng phản đối các nỗ lực phá hoại kết quả bầu cử bao gồm Thống đốc Maryland, Larry Hogan, cựu Chủ tịch Hạ viện Paul Ryan và Hạ nghị sĩ Liz Cheney của bang Wyoming, người có quyền lực lớn thứ ba trong số các Hạ nghị sĩ Cộng hòa.
Việc phản đối các kết quả bỏ phiếu đại cử tri hầu như không có cơ hội thành công vì đảng Dân chủ chiếm đa số trong Hạ viện. Mặc dù Thượng viện có đa số là đảng Cộng hòa, nhưng họ không có đủ nghị sĩ đồng ý lật ngược kết quả bầu cử. Trevor Potter, cựu chủ tịch Ủy ban Bầu cử Liên bang và chủ tịch Trung tâm Pháp lý Bầu cử, đã viết rằng phiên kiểm phiếu chung "mang lại cho những người ủng hộ Trump tại Quốc hội một cơ hội để cung cấp thêm thông tin sai lệch về cuộc bầu cử trên truyền hình quốc gia." Sau khi Thượng nghị sĩ Cộng hòa John Thune, người có quyền lực lớn thứ hai ở Thượng viện, nói rằng việc thách thức kết quả bầu cử sẽ thất bại "như một con chó bị bắn" ở Thượng viện, Trump đã tấn công ông trên Twitter.
Vào tháng 12, Trump đã nhiều lần khuyến khích những người ủng hộ ông biểu tình ở Washington DC vào ngày 6 tháng 1 để ủng hộ chiến dịch lật ngược kết quả bầu cử của ông, và ông đã kêu gọi những người ủng hộ rằng họ "hãy đến đấy, sẽ rất cuồng nhiệt đó!" Ban biên tập Washington Post chỉ trích Trump vì đã khuyễn khích các cuộc biểu tình trên đường phố, ám chỉ đến bạo lực của một số người ủng hộ Trump tại hai cuộc biểu tình trước đây cũng như tuyên bố trước đó của ông trong cuộc tranh luận tổng thống, nói rằng Proud Boys "lùi lại và chờ đợi." Nhiều nhóm ủng hộ Trump "cực đoan" đã tổ chức một số cuộc biểu tình ở DC cũng vào ngày hôm đó: Tổ chức Phụ nữ vì Nước Mỹ trên hết; Liên Minh 80% (nhóm này cũng biểu tình ở Freedom Plaza); tên của nhóm trên ám chỉ rằng 80% cử tri Trump không chấp nhận tính hợp pháp của chiến thắng của Biden); và "Nhóm Đa số Thầm lặng" (một nhóm do một nhà hoạt động chính trị bảo thủ ở bang Nam Carolina tổ chức). George Papadopoulos và Roger Stone, hai đồng minh trung thành của Trump, đã phát biểu ở một số sự kiện. Ngoài các sự kiện được tổ chức chính thức, Proud Boys cùng các nhóm cực hữu khác và những người theo chủ nghĩa da trắng thượng đẳng đã tuyên bố rằng họ sẽ tấn công Washington vào ngày 6 tháng 1, một số trong đó đã đe dọa rằng họ sẽ dùng vũ lực và hứa sẽ mang theo vũ khí. Trưởng nhóm Proud Boys, Enrique Tarrio, nói rằng quân của hắn sẽ "ẩn danh" và "chia thành các đội nhỏ hơn và rải khắp trung tâm thành phố DC."  Vào ngày 4 tháng 1, Tarrio đã bị cảnh sát DC bắt giữ vì một số tội nhẹ và trọng tội.

## Phiên họp chung của Quốc hội
Quốc hội đã họp chung lúc 1 giờ chiều EST để đếm số phiếu của Đại cử tri. Trước cuộc bỏ phiếu, Pence đã gửi một lá thư lên Quốc hội, trong đó ông phủ nhận việc ông, với tư cách là người chủ trì cuộc kiểm phiếu, có "quyền đơn phương" lật ngược kết quả kiểm phiếu của bất cứ bang nào. Sau khi kết quả của Alabama và Alaska được đọc mà không bị phản đối, kết quả của Arizona đã bị Paul Gosar (AZ-4) và Ted Cruz (TX) phản đối. Vì có phản đối, phiên họp chung đã tạm dừng lúc 1:15 chiều và cho phép mỗi viện tự tranh luận và bỏ phiếu về phản đối trên.
Trong cuộc tranh luận về phiếu bầu của Arizona, những người ủng hộ Trump đã xông vào Điện Capitol Hoa Kỳ vào khoảng 2:15 chiều. Vì việc này, các thành viên của Hạ viện và Thượng viện đã được Cảnh sát Điện sơ tán khỏi Điện, và Quốc hội đã được khóa chặt. Lực lượng Vệ binh Quốc gia của Đặc khu Columbia, cũng như Vệ binh Quốc gia và cảnh sát tiểu bang của hai bang lân cận Virginia và Maryland, đã được kích hoạt trong vòng một tiếng. Vào khoảng 5:40 pm, Trung-sĩ-an-ninh thông báo rằng tòa nhà Capitol đã được bảo vệ. Quốc hội sau đó họp lại lúc 8 giờ tối và các chính trị gia của cả hai đảng đã đều lên án Trump và cuộc nổi dậy thất bại của những kẻ bạo loạn.
Trước khi phiên họp tiếp tục, lúc 7.00 tối, luật sư của Trump, Rudy Giuliani, đã vô tình để lại một tin nhắn thoại cho Thượng nghị sĩ Mike Lee, người đã công khai tin nhắn này. Người đáng lẽ phải nhận thư thoại này là Thượng nghị sĩ Tommy Tuberville, và trong thư thoại Giuliani đã nói "Tôi biết họ sẽ triệu tập lại lúc 8 giờ tối nay, nhưng nó... chiến lược duy nhất mà chúng ta có thể theo là phải phản đối thật nhiều bang và gây ra nhiều vấn đề để chúng ta có thể trì hoãn đến ngày mai - tốt nhất là đến cuối ngày mai." Không ai biết chính xác mục đích pháp lý hay chiến thuật của nỗ lực trì hoãn này là gì, và có thể nó là để tạo cơ sở cho một chiến dịch pháp lý khác vì việc xác minh kiểm phiếu đã chưa kết thúc vào ngày 6. Thượng nghị sĩ Tuberville không nhận ra rằng đoạn thư thoại trên thực ra là dành cho ông cho đến khi nó đã được công khai.
Cuộc tranh luận sau đó được tiếp tục về vấn đề số phiếu đại cử tri của bang Arizona. Thượng viện bác bỏ phản đối với số phiếu 6-93 lúc 10:10 tối, và tiếp theo là bác bỏ của Hạ viện lúc 11:08 tối. Sau đó, phiên họp chung đã được tiếp tục và Pence yêu cầu Thư ký Thượng viện và Thư ký Hạ viện báo cáo kết quả của cả hai viện, và sau khi văn bản phản đối kết quả chính thức bị từ chối, phiên họp đã được tiếp tục để xem xét các bang còn lại. Các thành viên đảng Cộng hòa của Hạ viện phản đối cuộc bỏ phiếu đại cử tri của Georgia, Michigan và Nevada, nhưng phản đối của họ đã bị bác bỏ vì không có thượng nghị sĩ nào tham gia phản đối. Trong trường hợp của bang Georgia, Thượng nghị sĩ Kelly Loeffler (R – GA) đã rút lại ý kiến phản đối của mình sau cuộc nổi loạn vừa rồi. Sau khi phản đối về số phiếu đại cử tri của bang Michigan bị thất bại, những phản đối còn lại đã được lên kế hoạch với bang Nevada, Pennsylvania và Wisconsin với tổng số 36 phiếu đã không còn đủ để cạnh tranh được tổng số 270 phiếu mà Biden/Harris cần để giành chiến thắng. Hạ nghị sĩ Jake LaTurner đã nhận được chẩn đoán dương tính với COVID của mình sau cuộc bỏ phiếu về kết quả bang Arizona và đã bị cách ly, bỏ lỡ cuộc bỏ phiếu về kết quả bang Pennsylvania.
Bang tiếp theo bị phản đối kết quả là Pennsylvania sau khi Scott Perry (PA-10) và Josh Hawley (MO) phản đối kết quả, và phiên họp chung lại tạm dừng lúc 12:15 sáng. Thượng viện không tổ chức tranh luận gì thêm và chỉ trong vài phút, Thượng viện đã bác bỏ phản đối với số phiếu 7-92. Hạ viện đã tổ chức một cuộc tranh luận và có một đợt gián đoạn duy nhất xảy ra lúc Conor Lamb (PA-17) đang phát biểu. Lời phản đối của Morgan Griffith (VA-9) về bài phát biểu của Lamb đã bị cắt ngắn vì ông nói quá dài dòng, và cùng lúc đó Andy Harris (MD-1) và Colin Allred (TX-32) bắt đầu cãi nhau và đối đầu với nhau. Cuộc đối đầu sau đó đã bị dừng và bài phát biểu của Lamb được tiếp tục. Sau khi tranh luận thêm, Hạ viện đã bỏ phiếu bác bỏ phản đối vào lúc 3:08 sáng. Tại thời điểm phản đối, số phiếu đại cử tri của Đảng Dân chủ đã đứng ở mức 244 phiếu, cộng với 32 lá phiếu đại cử tri từ bốn bang Dân chủ không có phản đối còn lại (Rhode Island, Vermont, Virginia và Washington) là đã đủ để đẩy Đảng Dân chủ lên mức 276 phiếu, vượt mức 270 phiếu cần thiết để giành chiến thắng, không cần đến phiếu đại cử tri từ bang Pennsylvania và Wisconsin.
Phiên họp chung lại tiếp tục một lần nữa lúc 3:25 sáng, với hai Thư ký của Thượng và Hạ viện báo cáo kết quả của cuộc bỏ phiếu, chính thức bác bỏ việc phản đối kiểm phiều lần thứ hai. Phiên họp lại tiếp tục việc kiểm phiếu. Vào lúc 3:33 sáng, số đại cử tri của bang Vermont đã được xác nhận, đưa Biden/Harris vượt qua mốc 270 phiếu đại cử tri cần thiết để nhận chức tổng thống và phó tổng thống. Phản đối cuối cùng là về kết quả bang Wisconsin, nhưng phản đối này không thành công do không có thượng nghị sĩ nào tham gia phản đối. Phiên họp chung đã được giải tán bởi Pence lúc 3:44 sáng.
Nghị sĩ Đảng Cộng hòa Peter Meijer nói rằng một số đồng nghiệp của ông đã muốn bỏ phiếu đồng ý chứng nhận kết quả, nhưng họ đã không làm vậy vì họ lo sợ cho sự an toàn của gia đình họ.
| Bang             | PĐCT | Người thắng phiếu Đại cử tri         | Phản đối bởi                     | Phản đối bởi       | Kết quả bầu | Kết quả bầu | Kết quả                     |
| Bang             | PĐCT | Người thắng phiếu Đại cử tri         | Hạ viện                          | Thượng viện        | Hạ viện     | Thượng viện | Kết quả                     |
| ---------------- | ---- | ------------------------------------ | -------------------------------- | ------------------ | ----------- | ----------- | --------------------------- |
| Alabama          | 9    | Trump/Pence                          | Không có                         | Không có           | —           | —           | Không có phản đối           |
| Alaska           | 3    | Trump/Pence                          | Không có                         | Không có           | —           | —           | Không có phản đối           |
| Arizona          | 11   | Biden/Harris                         | Paul Gosar (R–AZ-4)              | Ted Cruz (R–TX)    | 121–303     | 6–93        | Phản đối thất bại           |
| Arkansas         | 6    | Trump/Pence                          | Không có                         | Không có           | —           | —           | Không có phản đối           |
| California       | 55   | Biden/Harris                         | Không có                         | Không có           | —           | —           | Không có phản đối           |
| Colorado         | 9    | Biden/Harris                         | Không có                         | Không có           | —           | —           | Không có phản đối           |
| Connecticut      | 7    | Biden/Harris                         | Không có                         | Không có           | —           | —           | Không có phản đối           |
| Delaware         | 3    | Biden/Harris                         | Không có                         | Không có           | —           | —           | Không có phản đối           |
| Đặc khu Columbia | 3    | Biden/Harris                         | Không có                         | Không có           | —           | —           | Không có phản đối           |
| Florida          | 29   | Trump/Pence                          | Không có                         | Không có           | —           | —           | Không có phản đối           |
| Georgia          | 16   | Biden/Harris                         | Jody Hice (R–GA-10)              | Không có           | —           | —           | Phản đối không được xem xét |
| Hawaii           | 4    | Biden/Harris                         | Không có                         | Không có           | —           | —           | Không có phản đối           |
| Idaho            | 4    | Trump/Pence                          | Không có                         | Không có           | —           | —           | Không có phản đối           |
| Illinois         | 20   | Biden/Harris                         | Không có                         | Không có           | —           | —           | Không có phản đối           |
| Indiana          | 11   | Trump/Pence                          | Không có                         | Không có           | —           | —           | Không có phản đối           |
| Iowa             | 6    | Trump/Pence                          | Không có                         | Không có           | —           | —           | Không có phản đối           |
| Kansas           | 6    | Trump/Pence                          | Không có                         | Không có           | —           | —           | Không có phản đối           |
| Kentucky         | 8    | Trump/Pence                          | Không có                         | Không có           | —           | —           | Không có phản đối           |
| Louisiana        | 8    | Trump/Pence                          | Không có                         | Không có           | —           | —           | Không có phản đối           |
| Maine            | 4    | 3 cho Biden/Harris 1 cho Trump/Pence | Không có                         | Không có           | —           | —           | Không có phản đối           |
| Maryland         | 10   | Biden/Harris                         | Không có                         | Không có           | —           | —           | Không có phản đối           |
| Massachusetts    | 11   | Biden/Harris                         | Không có                         | Không có           | —           | —           | Không có phản đối           |
| Michigan         | 16   | Biden/Harris                         | Marjorie Taylor Greene (R–GA-14) | Không có           | —           | —           | Phản đối không được xem xét |
| Minnesota        | 10   | Biden/Harris                         | Không có                         | Không có           | —           | —           | Không có phản đối           |
| Mississippi      | 6    | Trump/Pence                          | Không có                         | Không có           | —           | —           | Không có phản đối           |
| Missouri         | 10   | Trump/Pence                          | Không có                         | Không có           | —           | —           | Không có phản đối           |
| Montana          | 3    | Trump/Pence                          | Không có                         | Không có           | —           | —           | Không có phản đối           |
| Nebraska         | 5    | 4 cho Trump/Pence 1 cho Biden/Harris | Không có                         | Không có           | —           | —           | Không có phản đối           |
| Nevada           | 6    | Biden/Harris                         | Mo Brooks (R–AL-5)               | Không có           | —           | —           | Phản đối không được xem xét |
| New Hampshire    | 4    | Biden/Harris                         | Không có                         | Không có           | —           | —           | Không có phản đối           |
| New Jersey       | 14   | Biden/Harris                         | Không có                         | Không có           | —           | —           | Không có phản đối           |
| New Mexico       | 5    | Biden/Harris                         | Không có                         | Không có           | —           | —           | Không có phản đối           |
| New York         | 29   | Biden/Harris                         | Không có                         | Không có           | —           | —           | Không có phản đối           |
| North Carolina   | 15   | Trump/Pence                          | Không có                         | Không có           | —           | —           | Không có phản đối           |
| North Dakota     | 3    | Trump/Pence                          | Không có                         | Không có           | —           | —           | Không có phản đối           |
| Ohio             | 18   | Trump/Pence                          | Không có                         | Không có           | —           | —           | Không có phản đối           |
| Oklahoma         | 7    | Trump/Pence                          | Không có                         | Không có           | —           | —           | Không có phản đối           |
| Oregon           | 7    | Biden/Harris                         | Không có                         | Không có           | —           | —           | Không có phản đối           |
| Pennsylvania     | 20   | Biden/Harris                         | Scott Perry (R–PA-10)            | Josh Hawley (R–MO) | 138–282     | 7–92        | Phản đối thất bại           |
| Rhode Island     | 4    | Biden/Harris                         | Không có                         | Không có           | —           | —           | Không có phản đối           |
| South Carolina   | 9    | Trump/Pence                          | Không có                         | Không có           | —           | —           | Không có phản đối           |
| South Dakota     | 3    | Trump/Pence                          | Không có                         | Không có           | —           | —           | Không có phản đối           |
| Tennessee        | 11   | Trump/Pence                          | Không có                         | Không có           | —           | —           | Không có phản đối           |
| Texas            | 38   | Trump/Pence                          | Không có                         | Không có           | —           | —           | Không có phản đối           |
| Utah             | 6    | Trump/Pence                          | Không có                         | Không có           | —           | —           | Không có phản đối           |
| Vermont          | 3    | Biden/Harris                         | Không có                         | Không có           | —           | —           | Không có phản đối           |
| Virginia         | 13   | Biden/Harris                         | Không có                         | Không có           | —           | —           | Không có phản đối           |
| Washington       | 12   | Biden/Harris                         | Không có                         | Không có           | —           | —           | Không có phản đối           |
| West Virginia    | 5    | Trump/Pence                          | Không có                         | Không có           | —           | —           | Không có phản đối           |
| Wisconsin        | 10   | Biden/Harris                         | Louie Gohmert (R–TX-1)           | Không có           | —           | —           | Phản đối không được xem xét |
| Wyoming          | 3    | Trump/Pence                          | Không có                         | Không có           | —           | —           | Không có phản đối           |

1. ↑  Thượng nghị sĩ Georgia Kelly Loeffler đã định phản đối các đại cử tri Georgia, nhưng bà đã đổi ý sau khi vụ bạo loạn ở điện Capitol Hoa Kỳ xảy ra cùng ngày hôm đó.
2. 1 2  Số phiếu đại cử tri của Maine and Nebraska được chia giữa phiếu từ bầu cử của bang và phiếu từ khu vực quốc hội.
3. ↑  Với 3 lá phiếu đại cử tri từ Vermont, Joe Biden và Kamala Harris đã vượt mốc 270 phiếu và giành chiến thắng trong cuộc kiểm phiếu đại cử tri. Sự kiện này xảy ra lúc khoảng 3:33 sáng Giờ miền Đông